# Laghi delle Mucille
I Laghi delle Mucille (in sloveno Močile) sono dei laghetti del Friuli-Venezia Giulia, in località Ronchi dei Legionari, nei pressi di Monfalcone. Talvolta vengono chiamati anche Lago delle Mucille.

## Storia
Già su disegni del territorio monfalconese risalenti agli anni 1663 e 1757 si trova la segnalazione di Acqua detta delle Mocile. Dette acque formavano anticamente un unico lago. Attualmente i laghi delle Mucille, che si trovano nella piana a est di Cave di Selz, sono racchiusi a nord tra la zona calcarea di Costalunga ed a sud dalle alture che vanno da Quota 36 al Colle della Rocca.
Oggi i laghi visibili sono tre, in quanto uno è stato completamente bonificato.
Pur trovandosi in una zona umida e ristagnante, l'origine di tali laghi così come li si può vedere oggi è artificiale, essendosi formati sul fondo di cave d'estrazione d'argilla negli anni 1920-30. Assieme a quelli di Doberdò, Pietrarossa e Sablici costituiscono le ultime zone umide del Carso isontino e perciò rivestono una notevole valenza ambientale.
Durante i periodi eccezionalmente piovosi (come nel novembre 2000), gran parte della valle delle Mucille viene allagata per innalzamento della falda. Lo smaltimento delle acque dopo tali allagamenti è lenta e avviene quasi totalmente attraverso due inghiottitoi, quasi interamente intasati da detriti e localizzati a sud-est della valle.